# خوموتی (آدیغیه)
خوموتی (به لاتین: Khomuty) یک منطقهٔ مسکونی در روسیه است که در آدیغیه واقع شده‌است.